# 카에타누 벨로주
카에타누 벨로주(포르투갈어: Caetano Veloso, 1942년 8월 7일 ~ )는 브라질의 싱어송라이터, 기타리스트, 작가, 정치 운동가이다. 벨로주는 1964년 집권한 브라질 군부독재 초기인 1960년대 연극, 시, 음악을 아우르는 브라질 음악 운동 트로피칼리아에 참여하면서 처음 알려졌다. 그는 그 이후로 끊임없이 창조적인 영향력과 가장 잘 팔리는 아티스트이자 작곡가로 남아 있다. 벨로주는 9개의 라틴 그래미 어워드과 2개의 그래미 어워드를 수상했다. 2012년 11월 14일, 벨로주는 라틴 레코딩 아카데미 올해의 인물로 선정되었다.
벨로주는 정부 관리인 호세 텔리스 벨로주와 주부 클라우디온 또는 비아나 텔리스 벨로주의 7남매 중 하나였다. 그는 브라질 동부 지역인 바이아주 산토 아마로 다 푸리피파뇨 시에서 태어났지만, 1960년대 중반 대학생으로 주 수도 사우바도르로 이주했다. 그 직후, 벨로주는 음악 경연대회에서 우승했고 그의 첫 번째 레이블에 계약되었다. 그는 같은 시기에 그의 여동생 마리아 베사니아를 포함한 몇몇 다른 음악가들과 아티스트들과 함께 트로피칼리아의 설립자 중 한 명이 되었다. 그러나 브라질 군부 독재정권은 벨로주의 음악과 정치적 행위를 위협적인 것으로 여겼고, 그는 1969년 동료 음악가 지우베르투 지우과 함께 체포되었다. 두 사람은 결국 브라질에서 추방되어 런던으로 가서 2년 동안 살았다. 1972년 벨로주는 고국으로 돌아가 다시 한번 녹음과 공연을 시작했다. 그는 이후 1980년대와 1990년대에 브라질 밖에서 인기를 얻었다.

## 생애
벨로주는 브라질 바이아주의 산토 아마로 다 푸리피파뇨에서 태어났으며, 호세 텔리스 벨로주(1901년~1983년)와 클라우디온 또는 비아나 텔리스 벨로주(1907년~2012년)의 일곱 자녀 중 다섯 번째 아들로 태어났다. 그의 어린 시절은 예술적 노력에 의해 큰 영향을 받았다. 그는 어린 시절 문학과 영화 제작에 모두 관심이 있었지만, 주로 음악에 집중했다. 보사노바와 주앙 지우베르투의 음악 스타일은 벨로주의 음악에 큰 영향을 끼쳤다. 벨로주는 지우베르투를 처음 들었을 때 17세였다. 그는 지우베르투를 "최고의 주인"이라고 묘사했다. 그는 브라질 음악에 대한 지우베르투의 공헌을 새로운 것으로 인식하고 있다. 즉, 브라질 음악의 전통을 조명하고 미래의 혁신을 위한 기반을 닦는 것이다. 벨로주는 10대에 사우바도르의 바이아 항구도시로 이주했는데, 이 도시에는 지우베르투가 아프리카계 브라질 문화와 음악의 중심지에 살고 있었다.

## 음악 스타일
벨로주의 고향인 바이아는 그의 음악에 결정적인 역할을 했다. 그는 바이아가 브라질 음악에 대한 바이아의 공헌뿐만 아니라 포르투갈이 처음 생겨났던 브라질의 식민지 시대에 그것의 중요성을 칭찬한다. 그는 그의 음악적 영향 중 아말리아 호드리게스, 콜 포터, 롤링 스톤스 1969 투어, 그리고 무엇보다도 주앙 지우베르투를 언급했다.
벨로주는 트로피칼리아가 한창이던 1960년대 자신의 음악 스타일과 현재 작품을 비교할 수 없다고 말한다. 그러나 그는 자신의 경력 후에 더 높은 품질의 음악을 성취할 수 있었다는 것에 주목하고 있고, 그는 "모든 것을 더 잘 한다"고 말했다.

## 음반 목록
| - 1967: Domingo - 1968: Caetano Veloso - 1968: Tropicália: ou Panis et Circenses - 1968: Veloso, Gil e Bethânia - 1969: Caetano Veloso - 1971: Caetano Veloso - 1972: Transa - 1972: Araçá Azul - 1975: Qualquer Coisa - 1975: Jóia - 1977: Caetano... muitos carnavais... - 1977: Bicho - 1978: Muito - 1979: Cinema Transcendental - 1981: Outras Palavras - 1981: Brasil - 1982: Cores, Nomes - 1983: Uns - 1984: Velô - 1986: Caetano Veloso - 1987: Caetano - 1989: Estrangeiro - 1991: Circuladô - 1993: Tropicália 2 - 1994: Fina Estampa - 1998: Livro - 2000: Noites do Norte - 2002: Eu Não Peço Desculpa - 2004: A Foreign Sound - 2005: Onqotô - 2006: Cê - 2008: Caetano Veloso e Roberto Carlos – e a Música de Tom Jobim - 2009: Zii e Zie - 2012: Abraçaço | - 1968: Ao Vivo - 1972: Barra 69 ao Vivo na Bahia - 1972: Caetano e Chico – juntos e ao vivo - 1974: Temporada de Verão – Ao Vivo na Bahia - 1976: Doces Bárbaros - 1977: Bicho Baile Show - 1978: Maria Bethânia e Caetano Veloso ao Vivo - 1986: Totalmente Demais - 1992: Circuladô Vivo - 1994: Fina Estampa ao Vivo - 1999: Prenda Minha - 1999: Omaggio a Federico e Giulietta - 2001: Noites do Norte ao Vivo - 2002: Live in Bahia - 2007: Cê ao Vivo - 2011: MTV ao Vivo – Caetano – Zii e Zie - 2011: Caetano e Maria Gadú Multishow ao Vivo - 2012: Live at Carnegie Hall - 2013: Abraçaço ao Vivo - 2016: Dois Amigos (Caetano Veloso and Gilberto Gil) - 2018: Ofertorio - 1995: O Quatrilho - 1996: Tieta do Agreste - 1999: Orfeu - 2002: Talk to Her (Hable con ella) - 2002: Frida - 2004: Meu Tio Matou um Cara - 2004: Eros - 2006: Nacho Libre - 2007: Look At This - 2008: Romance - 2016: Moonlight - 1996: Red Hot + Rio - 1998: Onda Sonora: Red Hot + Lisbon, - 2002: Todo Caetano |